# Мария Каролина Августа Бурбон-Сицилийская
Мари́я Кароли́на Авгу́ста Бурбо́н-Сицили́йская (итал. Maria Carolina Augusta di Borbone, фр. Marie-Caroline-Auguste de Bourbon-Siciles; 26 апреля 1822, Вена, Австрийская империя — 6 декабря 1869, Твикнем, Соединённое Королевство Великобритании и Ирландии) — принцесса из дома Сицилийских Бурбонов; дочь Леопольда Бурбон-Сицилийского, князя Салерно. В замужестве — герцогиня Омальская.
Кавалерственная дама Большого Константиновского ордена Святого Георгия и Дама Благороднейшего ордена Звёздного креста.

## Биография

### Семья и ранние годы
Мария Каролина Августа родилась в Вене 26 апреля 1822 года. Она была единственным дожившим до совершеннолетия ребёнком князя Салерно Леопольда и княгини Марии Клементины, урождённой эрцгерцогини Австрийской. По линии отца принцесса приходилась внучкой королю Обеих Сицилий Фердинанду I и королеве Марии Каролине. По линии матери она была внучкой императора Австрии Франца II и императрицы Марии Терезы. Последняя стала её крёстной матерью.
Раннее детство принцессы прошло при императорском дворе в Вене, где она впервые была представлена высшему обществу. Мария Каролина Августа свободно говорила на немецком и итальянском языках, которые были для неё родными. Позднее, выйдя замуж, она овладела также французским и английским языками. Принцесса увлекалась чтением, прекрасно играла на фортепиано. Вскоре после совершеннолетия, она, вместе с семьёй, переехала в Неаполь, и почти сразу родители стали искать для неё подходящую партию.

### Брак и потомство

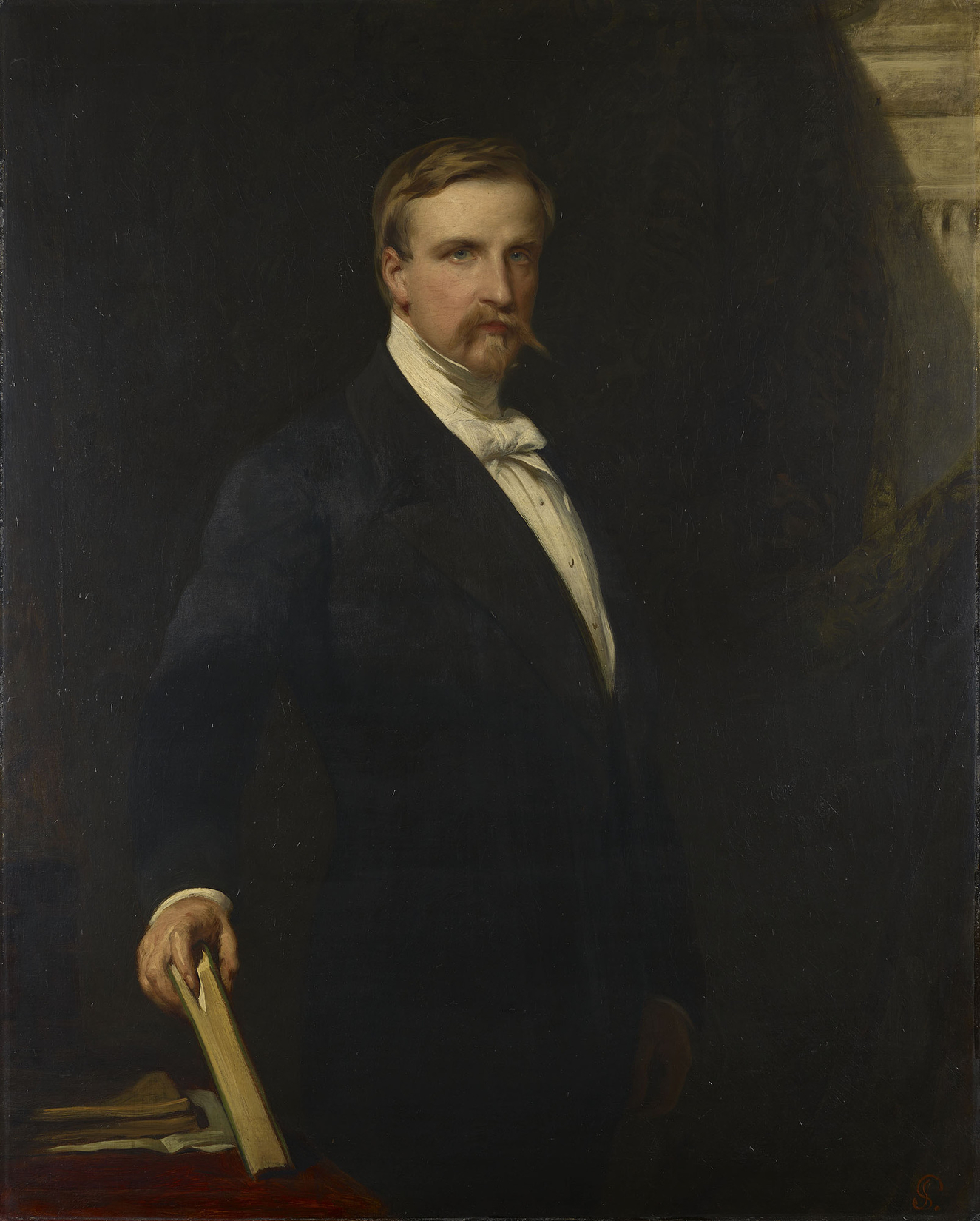
Портрет герцога Омальского кисти Сента (1848—1860). Королевская коллекция

Из всех кандидатов на руку дочери выбор князя и княгини Салерно остановился на Генрихе Орлеанском (16.01.1822 — 07.05.1897), герцоге Омальском, четвёртом сыне короля Франции Луи-Филиппа и королевы Марии Амалии, который в октябре 1843 года остановился в Неаполе по пути в Алжир. Переговоры о браке начались в конце августа 1844 года, и 17 сентября того же года о помолвке герцога Омальского и дочери князя Салерно было официально объявлено через журнал «Ревю де Пари» (фр. Revue de Paris). В письме к своему наставнику Кювилье-Флёри герцог описал свою невесту как «некрасивую, но и не имеющую в себе ничего отталкивающего». Последний согласился с тем, что принцесса не была красавицей, однако описал её внешность словосочетанием «миниатюрная изысканность». 
Церемония бракосочетания по просьбе жениха прошла в Неаполе 25 ноября 1844 года, в день годовщины свадьбы свёкра и свекрови Марии Каролины Августы. После венчания в честь молодожёнов в королевском дворце был дан бал. Приданное невесты составило внушительную сумму в 517 000 золотых франков. Свадебные торжества длились более двух недель. Герцог и герцогиня Омальские отбыли в Париж, где поселились во дворце Тюильри.
В начале 1845 года Мария Каролина была посвящена в церемониальные обязанности принцессы французского королевского двора. За это время супруги смогли лучше узнать друг друга. В мае 1845 года они поселились в Шато де Шантильи, откуда переехали в колонию Алжир, куда Генрих Орлеанский был назначен генерал-губернатором.
В семье герцога и герцогини Омальских родились восемь детей, из которых имена известны у четверых и только двое достигли совершеннолетия, а остальные умерли во младенческом возрасте или вскоре после рождения:
- Луи-Филипп-Мари-Леопольд[англ.][12] (15.11.1845 — 24.05.1866), принц Конде[13][14][15];
- Анри-Леопольд-Филипп-Мари (11.09.1847 — 10.10.1847), герцог Гиз[13][16][15];
- Ребёнок (род. и ум. 16.08.1850)[15];
- Франсуа-Поль (11.01.1852 — 15.04.1852), герцог Гиз[13][16][15];
- Франсуа-Луи-Филипп-Мари[фр.] [17][16]  (05.01.1854 — 25.07.1872), герцог Гиз[13][15];
- Ребёнок (род. и ум. 05.1857)[15];
- Ребёнок (род. и ум. 15.06.1861)[13][15];
- Ребёнок (род. и ум. 06.1864)[13][15].

### Изгнание и смерть
После Февральской революции и свержения монархии во Франции в мае 1848 года, принц Анри Орлеанский и принцесса Мария Каролина вынуждено эмигрировали в Великобританию. Супруги жили в Клермонте, в графстве Суррей, где на время поселились в Клермонт Хауз. Чтобы поддержать семью в первые месяцы изгнания, Мария Каролина продала все свои драгоценности.
Изгнанникам оказывали помощь близкие друзья, в том числе, королева Виктория, которая посетила их в Орлеан Хауз в Туикенеме (ныне пригород Лондона). Супруги оставили Клермонт 16 апреля 1852 года, и после длительной поездки по Европе, во время которой они побывали в Бельгии, Австрии, Венгрии, Испании, Швейцарии и на Ближнем Востоке, поселились в Вуд Нортон Холле, в графстве Вустершир.
Внезапная смерть от туберкулёза их старшего сына Луи-Филиппа в 1869 году, явилась ударом для Марии Каролины, от которого она так и не оправилась
После шести недель агонии, вызванной болезнью, принцесса Мария Каролина Августа Бурбон-Сицилийская умерла 6 декабря 1869 года в Орлеан Хауз. Она была похоронена 10 декабря в часовне в Уэйбридж. В 1876 году её останки были перенесены во Францию и погребены вдовым супругом в королевской часовне в Дре.

## В культуре
Сохранилось несколько прижизненных портретов Марии Каролины Августы в разном возрасте. Один из них кисти Сента, написанный по заказу графини Вальдгрейв для её особняка Стробэрри-Хилл между 1848 и 1860 годами в паре с портретом мужа герцогини Омальской, ныне хранится в собраниях Британской королевской коллекции. Последним прижизненным портретом Марии Каролины Августы, также парным с портретом мужа, стала картина кисти Жалабера, заказанная герцогом Омальским в 1866 году. Во время сеансов позирования для портретов супруги получили известие о скоропостижной смерти их первенца, принца Конде, от туберкулёза в Австралии. Ныне полотно хранится в собраниях музея Конде. В том же музее находится портрет юной княжны Салерно кисти Шротцберга, написанный около 1840 года, и портрет герцогини Омальской со старшим сыном кисти Моттеза, датируемый 1851 годом.

### Книги
- Семенов И. С. Христианские династии Европы. Династии сохранившие статус владетельных. Генеалогический справочник :  [рус.]. — М : Олма-Пресс, 2002. — 494 p. — ISBN 5-224-02516-8.
- Cazelles R. Le duc d’Aumale. Prince aus dix visages :  [фр.]. — Paris : Tallandier, 1984. — P. 98–115, 279–282. — 490 p. — ISBN 2-235-01603-0.
- Cuvillier-Fleury Al.-Aug. Marie-Caroline Auguste de Bourbon, duchesse d’Aumale. 1822—1869 :  [фр.]. — Paris : C. Lahure, 1870. — 40 p.
- Dussieux L. Généalogie de la maison de Bourbon: de 1256 à 1871 :  [фр.]. — Paris : Lecoffre, 1872. — 260 p.
- Lévi Alvarès D. Eug.[фр.]. Histoire classique des Reines, Impératrices et Régentes de France d'après les meilleurs mémoires, renfermant... :  [фр.]. — Paris : Chez L'Auter, 1864. — 364 p.
- Van Kerrebrouck P. Nouvelle Histoire généalogique de l'auguste Maison de France: La Maison de Bourbon :  [фр.]. — Villeneuve d'Ascq : Patrick Van Kerrebrouck, 2004. — Vol. II. — 1010 p. — ISBN 978-2-95-015090-5.
- Woerth Er. Le duc d’Aumale. L'étonnant destin d’un prince collectionneur :  [фр.]. — Paris : L’Archipel, 2006. — P. 65–82. — 287 p. — ISBN 2-84187-839-2.

### Статья
- Obituary. HRH The Duchess d'Aumāle (1822—1869) :  [англ.] // The Times. — 1869. — 8 December.